# ناثانيل غورهام
ناثانيل غورهام هو تاجر وشخصية أعمال وسياسي أمريكي، ولد في 27 مايو 1738 في Charlestown, Boston ‏ في الولايات المتحدة، وتوفي بنفس المكان في 11 يونيو 1796. انتخب رئيس الكونغرس القاري (6 يونيو 1786 – 5 نوفمبر 1786).